# マティアス・フィッシャー
マティアス・フィッシャー（Mathias Fischer, 1971年7月30日 - ）は、ドイツの元バスケットボール選手で、現在は指導者。役職はヘッドコーチ。TPBL・高雄全家海神隊所属。

## 略歴
2004-05シーズンからルクセンブルクのチームで指導者としてのキャリアをスタート。その後もヨーロッパで指揮を執り、2009-12シーズンに在籍したオーストリアのチームでは優勝を経験。2018-19シーズンは中国のマカオ・ブラックベアーズで指揮を執り、2019-20シーズンから2021-22までB.LEAGUE B2の西宮ストークスで指揮を執っていた。
2022年6月3日、西宮との契約満了とB1・大阪エヴェッサのHC就任を発表。
2024年7月10日、台湾のリーグTPBL・高雄全家海神隊のHC就任を発表。